# Pangio myersi
Pangio myersi är en fiskart som först beskrevs av Harry, 1949.  Pangio myersi ingår i släktet Pangio och familjen nissögefiskar. IUCN kategoriserar arten globalt som livskraftig. Inga underarter finns listade i Catalogue of Life.